# Service ferroviaire suburbain de Milan
Le service ferroviaire suburbain de Milan (en italien Servizio ferroviario suburbano di Milano) est le réseau de trains de banlieue de la ville de Milan, en Italie. Longtemps attendue, la ligne Passante fut mise en service en 1997. Le réseau, ouvert en 2004, comporte actuellement 11 lignes.

## Réseau actuel

### Lignes
Les lignes au fond foncé traversent le Passante ferroviaire de Milan, l'infrastructure qui a permis le développement du réseau actuel. Elles sont toutes exploitées par Trenord (sauf la S5, coinjointe entre Trenord et ATM.
| Ligne    | Terminus                                                   | Longueur | Gares | Tracé |
| -------- | ---------------------------------------------------------- | -------- | ----- | ----- |
| Line S1  | Saronno – Lodi                                             | 55,4 km  | 25    |       |
| Line S2  | Mariano-Comense – Milan-Rogoredo                           | -        | 20    |       |
| Line S3  | Saronno – Milan-Cadorna                                    | 23,6 km  | 13    |       |
| Line S4  | Camnago-Lentate – Milan-Cadorna                            | 21,2 km  | 13    |       |
| Line S5  | Varèse – Treviglio                                         | 92,6 km  | 31    |       |
| Line S6  | Novare – Pioltello-Limito (– Treviglio)                    | 83,5 km  | 25    |       |
| Line S7  | Lecco – Milan-Porta Garibaldi                              | 57 km    | 22    |       |
| Line S8  | Lecco – Milan-Porta Garibaldi                              | 49,9 km  | 13    |       |
| Line S9  | Saronno – Albairate-Vermezzo                               | 64,0 km  | 21    |       |
| Line S11 | Chiasso – Rho                                              | 51,4 km  | 18    |       |
| Line S12 | Cormano-Cusano – Milan-Bovisa-Politecnico – Melegnano (it) | 22,4 km  | 15    |       |
| Line S13 | Garbagnate Milanese – Milan-Bovisa-Politecnico – Pavie     | 39,0 km  | 19    |       |

L'ancienne ligne S10 a été rebaptisée S13 lors de son extension vers Pavie, afin de ne pas engendrer des confusions avec la ligne homonyme S10 du réseau TiLo (dans une optique d'intégration croissante des deux systèmes de transport).

### Matériel roulant
Aujourd'hui, les trains électriques sont utilisés TAF et TSR et voitures à deux niveaux ou plancher bas avec la locomotive E464.